# Toxopsiella medialis
Toxopsiella medialis là một loài nhện trong họ Deinopidae. T. medialis được miêu tả năm 1964 bởi Raymond Robert Forster.